# Johan Jensen
Johan Ludwig William Valdemar Jensen, znany jako Johan Jensen (ur. 8 maja 1859 w Nakskov, zm. 5 marca 1925 w Kopenhadze) – duński matematyk i inżynier, w latach 1892–1903 prezes Duńskiego Towarzystwa Matematycznego.
Znany głównie z powodu opisania nierówności Jensena, jak również udowodnienia wzoru Jensena (1915) w analizie zespolonej.